# برايان إثيريدغ
برايان إثيريدغ (بالإنجليزية: Brian Etheridge)‏ هو لاعب كرة قدم بريطاني، ولد في 4 مارس 1944 في نورثامبتون في المملكة المتحدة، وتوفي في 26 مارس 2011 في Moulton, Northamptonshire ‏ في المملكة المتحدة بسبب شنق. شارك مع منتخب إنجلترا تحت 18 سنة لكرة القدم. أما مع النوادي، فقد لعب مع دارينغ مولينبيك وسيركل بروج ونادي برينتفورد ونادي نورثامبتون تاون.